# Anna und die Liebe
Anna und die Liebe (în germană Anna și dragostea) este un film serial german. El a început să fie produs din mai 2008 în studioul de filme Babelsberg din Potsdam. Filmul este tramsmis de postul TV Sat. și ORF. Serialul face parte din categoria filmelor siropoase germane.

## Acțiune
Anna Polauke voia de fapt să lucreze la agenția de publicitate "Broda & Broda", dar încercarea ei a eșuat din cauza timidității. Astfel, ea va fi nevoită să ajute în restaurantul mamei sale. După ce Anna s-a îndrăgostit de Jonas Broda, își va lua inima în dinți și va reuși să lucreze la agenție. Între timp și Jonas se va îndrăgosti de Anna, însă ea se împrietenise deja cu Jannick Juncker și Alexander Zeiss. În cele din urmă Anna și Jonas se împacă. 
Pe lângă acțiunea principală, sunt prezentate diferite conflicte și intrigi amoroase, prin care trec celelalte personaje.

## Regie
| Regizor             | urmare    |
| ------------------- | --------- |
| Cornelia Dohrn      |           |
| Kai Meyer-Ricks     |           |
| Julia Peters        | (357–361) |
| Zsolt Bács          | (362–365) |
| Laurenz Schlüter    | (366–370) |
| Kerstin Schefberger | (371–378) |

## Distribuție
Printre actorii mai importanți se pot aminti:
Actrițe
- Sarah Mühlhause, Maja Maneiro, Fiona Erdmann, Lilli Hollunder, Jil Funke, Jeanette Biedermann, Wanda Worch, Annett Culp, Franziska Matthus, Karin Kienzer

Actori
- Roy Peter Link, Patrick Kalupa, Peter Windhofer, Chris Gebert, Sebastian König, Lee Rychter, K. Dieter Klebsch, Wolfgang Wagner, Jacob Weigert